# Antonio Martín Beaumont
Antonio Martín Beaumont (Madrid, 6 de març de 1957) és un politòleg, periodista, escriptor, analista polític en radi i televisió i columnista en premsa espanyol. És l'actual director d'El Semanal Digital.
En 1979 va començar una carrera política que el va portar a ser el tercer president nacional de Nuevas Generaciones d'Alianza Popular (AP), darrere Loyola de Palacio i Alejandro Martín Carrero. Durant el seu període al capdavant de l'organització juvenil del partit de Manuel Fraga (1979-84) va viure els delicats moments de l'intent cop d'estat de 1981 i va ser un dels membres de la comissió organitzadora de la gran manifestació que el 27 de febrer va recórrer els carrers de Madrid, darrere del lema “Per la llibertat, la democràcia i la constitució", en repulsa de l'intent colpista. També va participar en la redacció del manifest llegit al seu terme per la periodista Rosa María Mateo. Dies després, al costat dels dirigents juvenils de UCD (Ramón Álvarez de Miranda), PSOE (Quico Mañero) i PCE (Josep Palau), va sol·licitar el Premi Nobel de la Pau per al rei Joan Carles per "la seva valuosa contribució a la democràcia en enfrontar-se al cop". Els quatre dirigents juvenils van ser rebuts pel Rei una setmana més tard al Palau de la Zarzuela en mostra d'agraïment per la ferma actitud mantinguda en aquelles hores al capdavant de les joventuts dels majors partits polítics espanyols. Va ser vocal del Comitè Executiu Nacional d'AP, secretari general del partit a Castella i Lleó i diputat autonòmic i portaveu del Grup Popular a les Corts de Castella i Lleó entre 1983 i 1987.
Des de fa més de vint-i-cinc anys està dedicat a la comunicació i el periodisme. En 1987 es va incorporar com a director de Comunicació i Organització a una de les societats espanyoles del Grup Generali. Deu anys després, en 1997, participa en la fundació de la revista Prometeo, on exercí tasques de corresponsal polític i més tard de redactor cap. En 1999 va fundar El Semanal Digital, un dels primers periòdics digitals en Espanya, que dirigeix des de llavors, diari guardonat en 2011 amb el Premi PR al millor periòdic espanyol en internet. Va ser president de l'Escola de Recerques Socials per a la Civilització Europea i ha impartit seminaris i cursos sobre periodisme digital en la Universitat Complutense de Madrid, la Universitat Carles III de Madrid, la Universitat Rei Joan Carles i la Universitat Catòlica d'Àvila.
Columnista de La Razón durant set anys i de La Gaceta de la Iberosfera i la revista Época-Siete Días. Col·labora habitualment com a analista en mitjans radiofònics com la COPE i RNE. També participa com a analista en diferents programes de televisió de La Sexta (Al rojo vivo (des del 2011) i La Sexta Noche (des del 2013)), Intereconomía TV, El cascabel (des del 2014) i Más claro agua (des del 2014) a 13TV, "Hoy en Madrid" a Onda Madrid, Diario de la noche a Telemadrid i No nos moverán a Castilla-La Mancha Televisión (des del 2013).
En 2010 va publicar la primera biografia de la secretària general del PP, María Dolores de Cospedal. Aquest assaig polític i biogràfic va ser publicat per l'editorial LibrosLibres, i titulat "Cospedal. La reina de la Torre de Marfil", del que es van vendre tres edicions.
És pare de l'actual diputada del PP María Martín Revuelta.